# Peter Florrick
Peter Florrick é um personagem fictício da série The Good Wife, interpretado por Chris Noth.

## Biografia
Era promotor do Condado de Cook até ser preso, acusado de corrupção política e se envolver num escândalo sexual. A divulgação da fita com o escândalo foi divulgada pelo atual promotor do Condado, Glenn Childs.
É marido de Alicia Florrick, pai de Grace Florrick e Zachary "Zach" Florrick e filho de Jackie Florrick.
Sua primeira aparição na série foi no episódio "Pilot".